# Karl Ludwig Berg
Karl Ludwig Berg (* 18. November 1764 in Herrenberg; † 14. Mai 1824 ebenda) war ein württembergischer Landtagsabgeordneter.

## Leben
Berg war Handlungsvorsteher und Kaufmann in Herrenberg. Von 1815 bis 1817 vertrat er das Oberamt Herrenberg in der württembergischen Ständeversammlung, dort gehörte er der Gruppe der „Altrechtler“ an.